# Rozdzielna
Rozdzielna [pronunciación en polaco: /rɔzˈd͡ʑelna/] es un pueblo ubicado en el distrito administrativo de Gmina Dmosin, dentro del Distrito de Brzeziny, Voivodato de Łódź, en Polonia central. Se encuentra aproximadamente a 6 kilómetros al noreste de Dmosin, a 18 kilómetros al norte de Brzeziny, y a 32 kilómetros al noreste de la capital regional Łódź.